# DVS Shoes
DVS Shoe Company is een bedrijf dat skateschoenen fabriceert. Het hoofdkantoor staat in Torrance, Californië. Het is opgericht in 1997 en behoort tot Podium Distribution. In tegenstelling tot vroeger worden er nu ook sandalen, slippers en modebewuste ontwerpen gemaakt. Ook maakt DVS een complete kledinglijn.

## Video's
- Skate More (2005)